# Royal Film Performance
La Royal Film  Performance est une soirée de bienfaisance consistant en la projection d'un film britannique, à laquelle assistent  des membres de la famille royale britannique.
Les bénéfices de la soirée sont reversés au Cinema and Television Benevolent Fund, une association caritative qui offre un soutien financier aux professionnels du cinéma et de la télévision ayant rencontré des difficultés, telles qu'un accident, une maladie, un deuil ou un licenciement.

## Historique
La tradition a débuté avec Une question de vie ou de mort (A Matter of Life and Death) en 1946, et continue depuis chaque année.
La projection a lieu dans le cinéma Odeon Leicester Square de Londres.

## Films projetés
| Année | Film |
| ----- | --- |
| 2009  | Lovely Bones (The Lovely Bones) |
| 2008  | A Bunch of Amateurs |
| 2007  | Deux Sœurs pour un roi (The Other Boleyn Girl)                                                                                          |
| 2006  | Casino Royale |
| 2005  | Le Monde de Narnia : Le Lion, la Sorcière blanche et l'Armoire magique (The Chronicles of Narnia: The Lion, the Witch and the Wardrobe) |
| 2004  | Les Dames de Cornouailles (Ladies in Lavender)                                                                                          |
| 2003  | Master and Commander : De l'autre côté du monde (Master and Commander)                                                                  |
| 2002  | Meurs un autre jour (Die Another Day)                                                                                                   |
| 2001  | Ali |
| 2000  | Le Grinch (How the Grinch Stole Christmas!)                                                                                             |
| 1999  | Star Wars, épisode I : La Menace fantôme (Star Wars Episode I: The Phantom Menace)                                                      |
| 1998  | À nous quatre (The Parent Trap) |
| 1997  | Titanic |
| 1996  | True Blue |
| 1995  | French Kiss |
| 1994  | Miracle sur la 34e rue (Miracle on 34th Street)                                                                                         |
| 1993  | L'Homme sans visage (The Man Without A Face)                                                                                            |
| 1992  | Chaplin |
| 1991  | Hot Shots! |
| 1990  | Always |
| 1989  | Madame Sousatzka |
| 1988  | Empire du soleil (Empire of the Sun) |
| 1987  | 84 Charing Cross Road |
| 1986  | Soleil de nuit (White Nights) |
| 1985  | La Route des Indes (A Passage to India)                                                                                                 |
| 1984  | L'Habilleur (The Dresser) |
| 1983  | Ces enfants sont à moi ! (Table for Five)                                                                                               |
| 1982  | Meurtre au soleil (Evil Under the Sun)                                                                                                  |
| 1981  | Les Chariots de feu (Chariots of Fire)                                                                                                  |
| 1980  | Kramer contre Kramer (Kramer vs. Kramer)                                                                                                |
| 1979  | California Hôtel (California Suite) |
| 1978  | Rencontres du troisième type (Close Encounters of the Third Kind)                                                                       |
| 1977  | Transamerica Express (Silver Streak) |
| 1976  | The Slipper and the Rose |
| 1975  | Funny Lady |
| 1974  | Les Trois Mousquetaires (The Three Musketeers)                                                                                          |
| 1973  | Lost Horizons |
| 1972  | Marie Stuart, Reine d'Écosse (Mary, Queen of Scots)                                                                                     |
| 1971  | Love Story |
| 1970  | Anne des mille jours (Anne of the Thousand Days)                                                                                        |
| 1969  | Les Belles Années de Miss Brodie (The Prime of Miss Jean Brodie)                                                                        |
| 1968  | Roméo et Juliette (Romeo and Juliet) |
| 1967  | La Mégère apprivoisée (The Taming of the Shrew)                                                                                         |
| 1966  | Born Free |
| 1965  | Lord Jim |
| 1964  | Pousse-toi, chérie (Move Over, Darling)                                                                                                 |
| 1963  | Sammy Going South |
| 1962  | West Side Story |
| 1961  | Voulez-vous pêcher avec moi ? (The Facts of Life)                                                                                       |
| 1960  | La Colère du juste (The Last Angry Man)                                                                                                 |
| 1959  | De la bouche du cheval (The Horse's Mouth)                                                                                              |
| 1957  | Les Girls |
| 1956  | La Bataille du Rio de la Plata (The Battle of the River Plate)                                                                          |
| 1955  | La Main au collet (To Catch a Thief) |
| 1954  | Le Beau Brummel (Beau Brummell) |
| 1954  | Échec au roi (Rob Roy the Highland Rogue)                                                                                               |
| 1952  | Because You're Mine |
| 1951  | Where No Vultures Fly |
| 1950  | Moineau de la Tamise (The Mudlark) |
| 1949  | La Dynastie des Forsyte (That Forsyte Woman)                                                                                            |
| 1948  | L'Épopée du capitaine Scott (Scott of the Antarctic)                                                                                    |
| 1947  | Honni soit qui mal y pense (The Bishop's Wife)                                                                                          |
| 1946  | Une question de vie ou de mort (A Matter of Life and Death)                                                                             |